# 托斯卡纳别墅

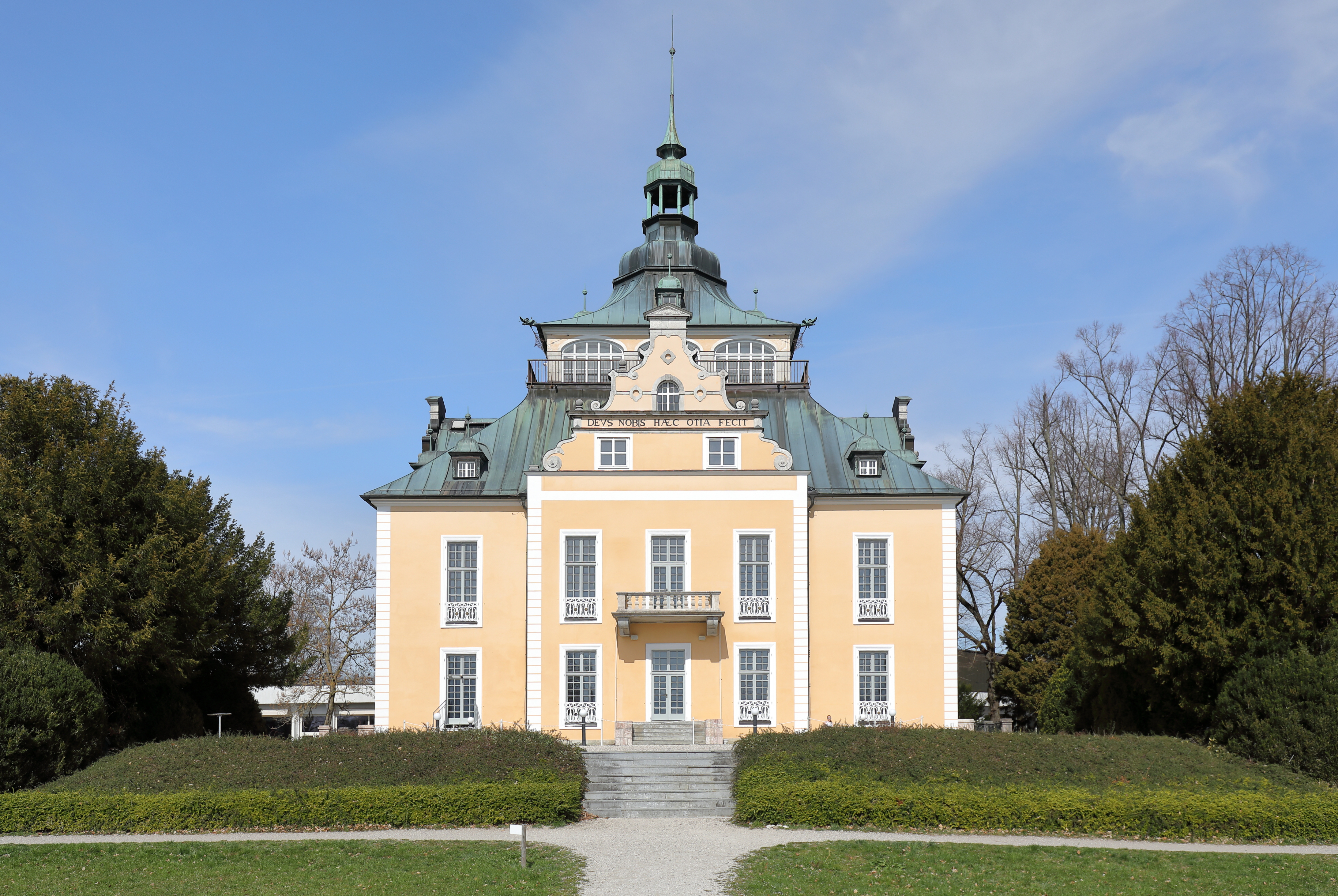

托斯卡纳别墅（Villa Toscana）位于上奥地利州 格蒙登的特劳恩湖的半岛上，建于19世纪，与“小托斯卡纳别墅”（Kleinen Villa Toscana）和“托斯卡纳公园”（Toscanapark）一起，构成了一个重要的建筑群。托斯卡纳别墅紧邻沃特城堡（德語：Landschloss Ort）和今天的托斯卡纳会议中心（Kongresszentrum Toscana Congress）。

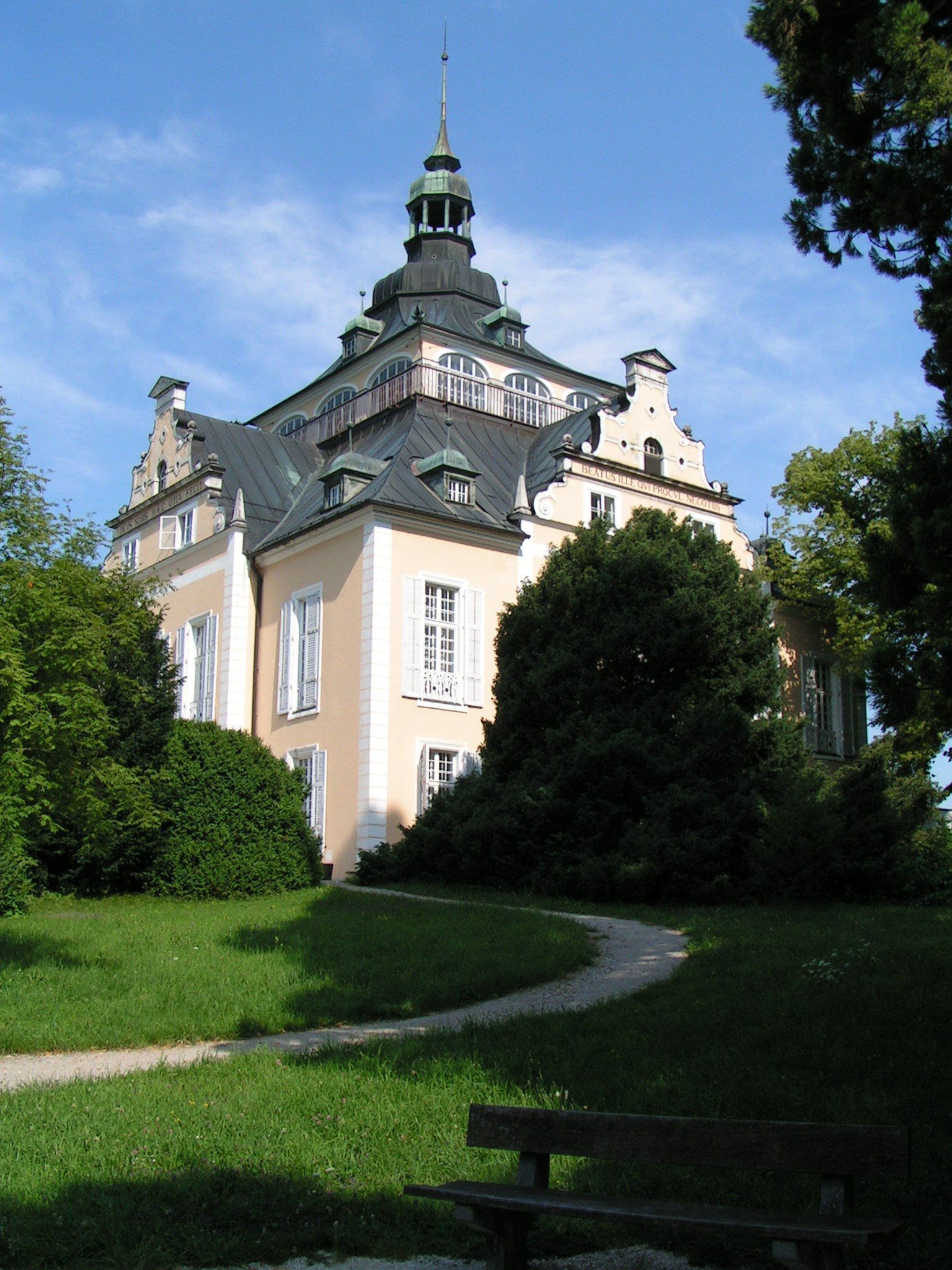

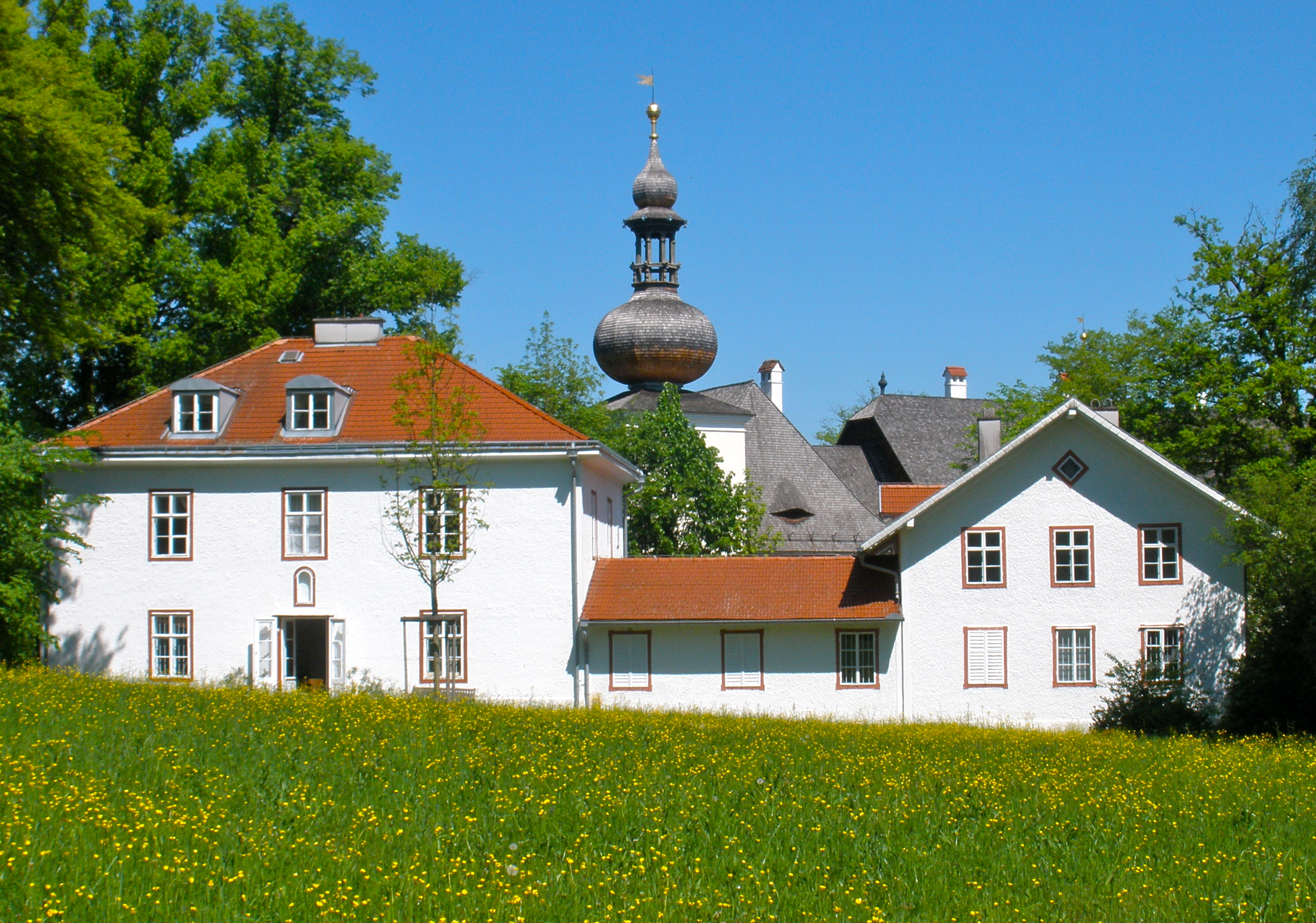

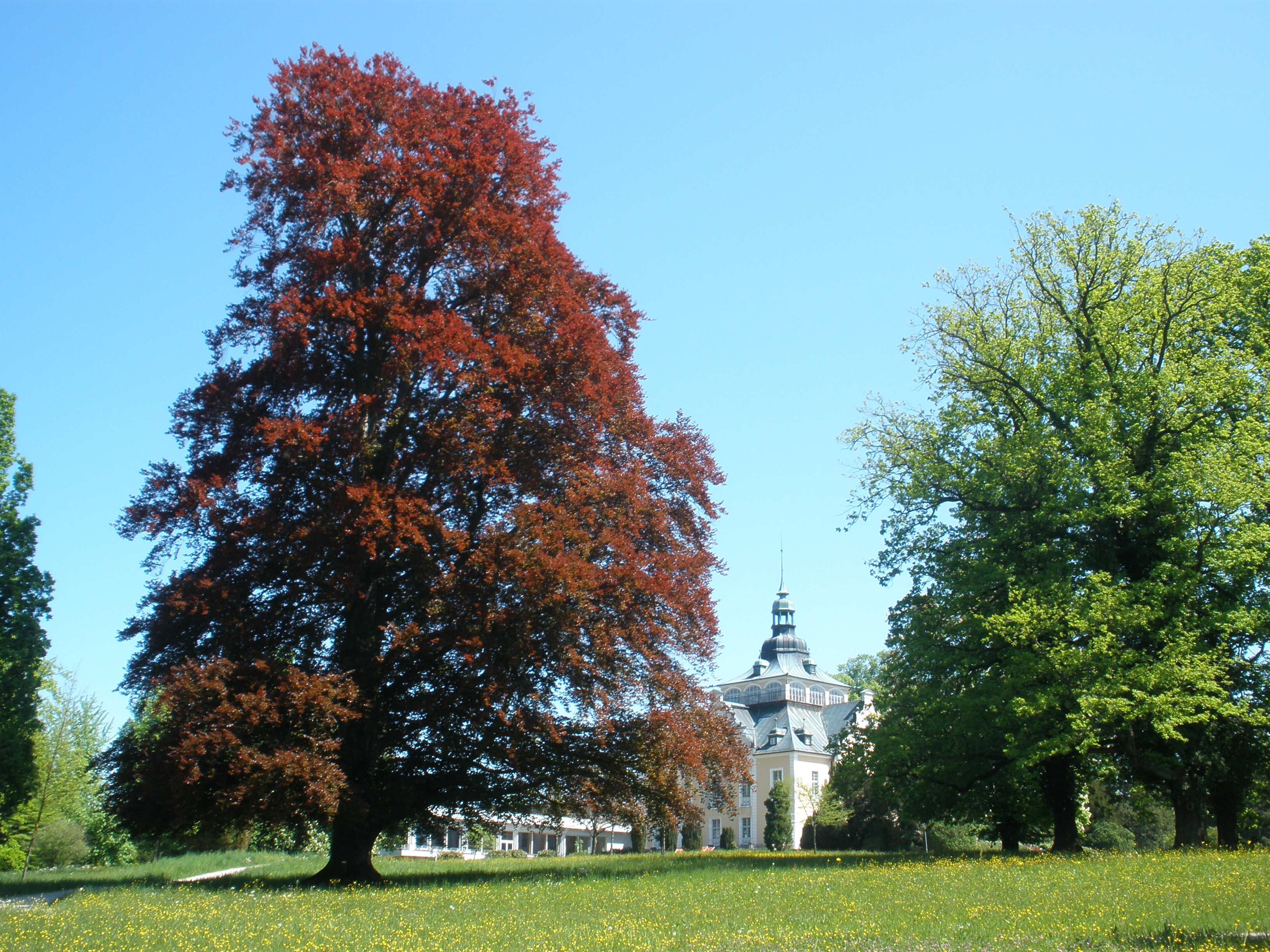